# Sandra Neumann

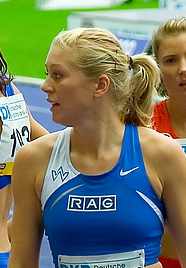
Sandra Neumann beim ISTAF 2006 in Berlin

Sandra Neumann, bis zu ihrer Hochzeit Sandra Möller, (* 16. März 1980 in Lüdenscheid) ist eine ehemalige deutsche Sprinterin.

## Leben
Sandra Neumann begann bei der LG Lüdenscheid mit der Leichtathletik. Später war sie bei der LG Olympia Dortmund, dem USC Mainz und dem TV Wattenscheid.
Sie wurde 2001 und 2002 Deutsche Jugendmeisterin über 200 Meter. Auf das Siegerpodest bei Deutschen Meisterschaften kam sie jeweils als Dritte 2005 über 100 Meter, 2006 über 200 Meter in der Halle und 2007 über 200 Meter. Ihre größte Erfolge konnte sie mit der Staffel feiern. 2002 und 2003 wurde Neumann viermal Deutsche Meisterin mit der Staffel der LG Olympia Dortmund, je zweimal mit der 4-mal-100-Meter-Staffel im Freien und der 4-mal-200-Meter-Staffel in der Halle. Mit der deutschen 4-mal-100-Meter-Staffel kam sie bei den Weltmeisterschaften 2003 in das Finale und wurde mit Melanie Paschke, Marion Wagner und Katja Wakan Fünfte in 43,27 s.
Neumann ist gelernte Industriekauffrau. Sie war in der Sportfördergruppe der Bundeswehr. Seit 2008 ist sie verheiratet und trägt den Namen Neumann. Mit ihrem Mann hat sie drei Söhne. Gemeinsam leben sie in Lüdenscheid. Im Jahr 2012 machte sie sich als Personal Trainerin selbständig.

## Persönliche Bestzeiten
- 100 Meter: 11,43 s, 26. Mai 2007 in Weinheim
- 200 Meter: 23,24 s, 16. Juni 2002 in Mannheim